# Filmski festival
Filmski festival je organizirana, dlje trajajoča predstavitev filmov v enem ali več kinematografih ali prikaznih prizoriščih, navadno v enem mestu ali regiji. Čedalje več filmskih festivalov kaže filme na prostem. Filmi so lahko novejši, odvisno od fokusa festivala, lahko vključujejo mednarodne in domače filme. Nekateri festivali se osredotočajo na določen žanr ali zvrst (npr., film noir) ali tema (npr., filmski festival grozljivk). Več filmskih festivalov se specializira v kratke filme z določeno najdaljšo dolžino. Filmski festivali so ponavadi letni dogodki. Nekateri filmski zgodovinarji, vključno Jerry Beck, ne smatrajo filmske festivale kot uradni izid filma.
Filmski festivali, ki veljajo za najbolj prestižne na svetu, so v Cannesu, Berlinu in Benetkah. Ti festivali so včasih imenovani "Veliki Trije."  Najbolj priljubljen festival v Severni Ameriki v smislu udeležbe je Toronto International Film Festival; Time  je napisal, da je "zrasel iz najbolj vplivnih jesenskega filmskega festivala v najbolj vpliven filmski festival, pika." Beneški filmski festival je najstarejši filmski festival na svetu.

## Zgodovina
- Beneški filmski festival (1932)
- Mednarodni filmski festival v Moskvi (1935)
- Mednarodni filmski festival Locarno (1946)
- Filmski festival v Cannesu (1946)
- Mednarodni filmski festival v Karlovih Varih (1946)
- Festival del Cinema di Salerno (it) (it

) (1946)
- Edinburgh International Film Festival (1947)
- Yorkton Film Festival (1950)
- Mednarodni filmski festival v Berlinu (1951)
- Melbourne International Film Festival (1952)
- International Film Festival Mannheim-Heidelberg (IFFMH) (1952)
- International Film Festival of India (IFFI) (1952)
- Mednarodni filmski festival San Sebastián (1953)
- Sydney Film Festival (1954)
- Mar del Plata International Film Festival Argentina (1954)
- Puljski filmski festival (1954)
- Taormina Film Fest (1955)
- Seminci, Valladolid, Spain (1956)
- London Film Festival (1956)
- San Francisco International Film Festival (1957)
- Kraków Film Festival (1960)
- International Film Festival for Children and Youth in Zlín (1961)
- Antalya Golden Orange Film Festival (1963)
- Chicago International Film Festival (1965)[4]
- Molodist Kyiv International Film Festival (1970)
- International Film Festival Rotterdam (1972)
- Telluride Film Festival (1974)
- Atlanta Film Festival (1976)[5]
- Cairo International Film Festival (1976)
- Toronto International Film Festival (1976)
- Cambridge Film Festival (1977)
- Cleveland International Film Festival (1977)
- Montreal World Film Festival (1977).
- Hong Kong International Film Festival (HKIFF) (1977)
- Mill Valley Film Festival (MVFF) (1978)
- Durban International Film Festival (DIFF) (1979)
- Atlantic Film Festival (1980)
- Montreal International Festival on Films on Art (FIFA) (1981)
- Torino Film Festival (1982)
- Fantasporto, Portugal (1982)
- Istanbul International Film Festival (1982)
- Filmfest München (1983)
- Haifa International Film Festival (1983)
- Jerusalem Film Festival (1984)
- Tokyo International Film Festival (1985)
- Varšavski filmski festival (1985)
- Guadalajara International Film Festival (1986)
- Santa Barbara International Film Festival (1986)
- Prix Europa (1987)
- Pyongyang International Film Festival (1987)
- Sarajevski filmski festival (1993)
- Shanghai International Film Festival (1993)
- Busan International Film Festival (1996)
- Milano Film Festival (1996)
- International Film Festival of Kerala (IFFK) (1996)
- Rome Film Festival (1996)
- Tallinn Black Nights Film Festival (PÖFF) (1997)
- SEOUL International Women's Film Festival (SIWFF) (1997)
- Sofia International Film Festival (SIFF) (1997)
- Kathmandu International Mountain Film Festival (2000)
- Anchorage International Film Festival (2001)
- Transilvania International Film Festival (2002)
- Chennai International film festival (2003)
- CinemadaMare Film Festival (2003)
- Dubai International Film Festival (DIFF) (2004)
- Jalari in corto (2004)
- Vail Film Festival (VFF) (2004)
- Chinese American Film Festival (CAFF) (2004)
- Lucca Film Festival (LFF) (2005)
- Biografilm Festival (2005)
- Rome Film Festival (2006)
- Beloit International Film Festival (2006)
- Sarajevo Youth Film Festival (2008)
- Filmsaaz (Short film festival) (2008)
- Norwich Film Festival (2009)
- Delhi International Film Festival (2012)
- Los Cabos International Film Festival (CIFF) (2012)
- ÉCU The European Independent Film Festival (2006)
- Quebec City Film Festival (2011)

Beneški filmski festival v Italiji se je začel leta 1932 in je najstarejši filmski festival, ki še vedno teče. Raindance Film Festival največje praznovanje Združenega kraljestva v ustvarjanju neodvisnih filmov in poteka v Londonu v oktobru.
Največji neodvisni filmski festival Celinske Evrope, je ÉCU Evropski neodvisni filmski festival, ki se je začel v letu 2006 in se odvija vsako pomlad v Parizu, Francija.
Prvi in najdlje trajajoč filmski festival v Avstraliji, je v Melbourne International filmski festival (1952), sledi Sydney filmski festival (1954). Edinburgh International filmski festival je najdaljši festival v Veliki Britaniji.
Prvi in najdaljši filmski festival kratkega filma v Severni Ameriki je Yorkton filmski festival, ustanovljen leta 1947. Prvi filmski festival v Združenih državah Amerike je bil Kolumb Mednarodni Filmski In Video Festival, znan tudi kot The Chris Awards, ki je potekal leta 1953. Glede na Fundacijo filmske umetnosti v San Franciscu, "The Chris Awards (je) ena izmed najbolj prestižnih dokumentarni, izobraževalnih, poslovnih in informacijskih tekmovanj v ZDA; (je) najstarejši te vrste v Severni Ameriki in praznuje 54. letu." Štiri leta kasneje mu je sledil San Francisco International Film Festival, ki je potekal v Marcu leta 1957, ki je imel poudarek na celovečernih dramski filmi. Festival je odigral pomembno vlogo pri uvajanju tujih filmov Ameriški javnosti. Filmi v prvem letu vključujejo film Akire Kurosawe Throne of Blood in Satyajit Raya Pather Panchali.
Danes je na tisoče filmski festivali, ki potekajo po vsem svetu—od odmevnih festivalih, kot so Sundance Film Festival in Slamdance Film Festival (Park City, Utah), do festivalih grozljivk, kot so Terror Film Festival (Philadelphia), in Park City Film Music Festival, prvi Ameriški filmski festival, posvečen glasbi v filmu.
Tekmovanja Film Funding, kot so Pisatelji in Filmski ustvarjalci so bili uvedeni, če se lahko stroški proizvodnje bistveno znižajo in internetna tehnologija omogoča sodelovanje pri filmski produkciji.

## Uprava festivala

### Poslovni Model
Čeprav obstajajo pomembni za-profit festivali, kot so SXSW, večina festivalov delujejo na modelu z nepridobitnem članstvu s kombinacijo prodaje vstopnic, članarine in sponzorstva, ki predstavljajo večino prihodkov. Za razliko od drugih nepridobitnih organizacij v umetnosti (gledališče, muzeji, ipd.), filmski festivali ponavadi prejmejo nekaj donacij s strani splošne javnosti in so občasno organizirano kot neprofitna poslovna združenja namesto javne dobrodelne ustanove. Člani filmske industrije imajo pogosto pomembne kuratorske vnose in korporativnim sponzorjem so podane možnosti za promocijo svoje blagovne znamke javnosti na festivalu v zameno za denarne prispevke. Zasebne stranke, za povečanje naložb za filmske projekte, organizirajo pomembne "obrobne" dogodke. Večji festivali ohranjajo letni štab, ki se pogosto vključujejo v skupnosti in v dobrodelnih projektih zunaj sezone festival.